# Chapelle de Steinfurth
La chapelle de Steinfurth est une chapelle luthérienne-évangélique construite en style néogothique selon les plans de Friedrich August Stüler en 1858 pour servir de sépulture familiale aux comtes von Bismarck-Bohlen, après la mort de la comtesse Theodor von Bismarck-Bohlen (de), née Caroline von Bohlen (1798-1858).
Elle se trouve à Steinfurth, localité appartenant à la commune de Karlsburg en Poméranie Occidentale dans l'arrondissement de Poméranie-Occidentale-Greifswald. Elle a été construite à côté des ruines de l'ancienne église de Steinfurth. On remarque au-dessus de l'entrée les armoiries de la famille von Bismarck-Bohlen. L'entrée de la crypte funéraire se trouve au nord du chœur polygonal. Les voûtes sont ogivales, sauf celles des chapelles de côté. Les vitraux datent de 1910.
Elle sert aujourd'hui aux cultes de la communauté paroissiale de Zarnekow, appartenant à l'Église luthérienne-évangélique de Poméranie.

## Illustrations

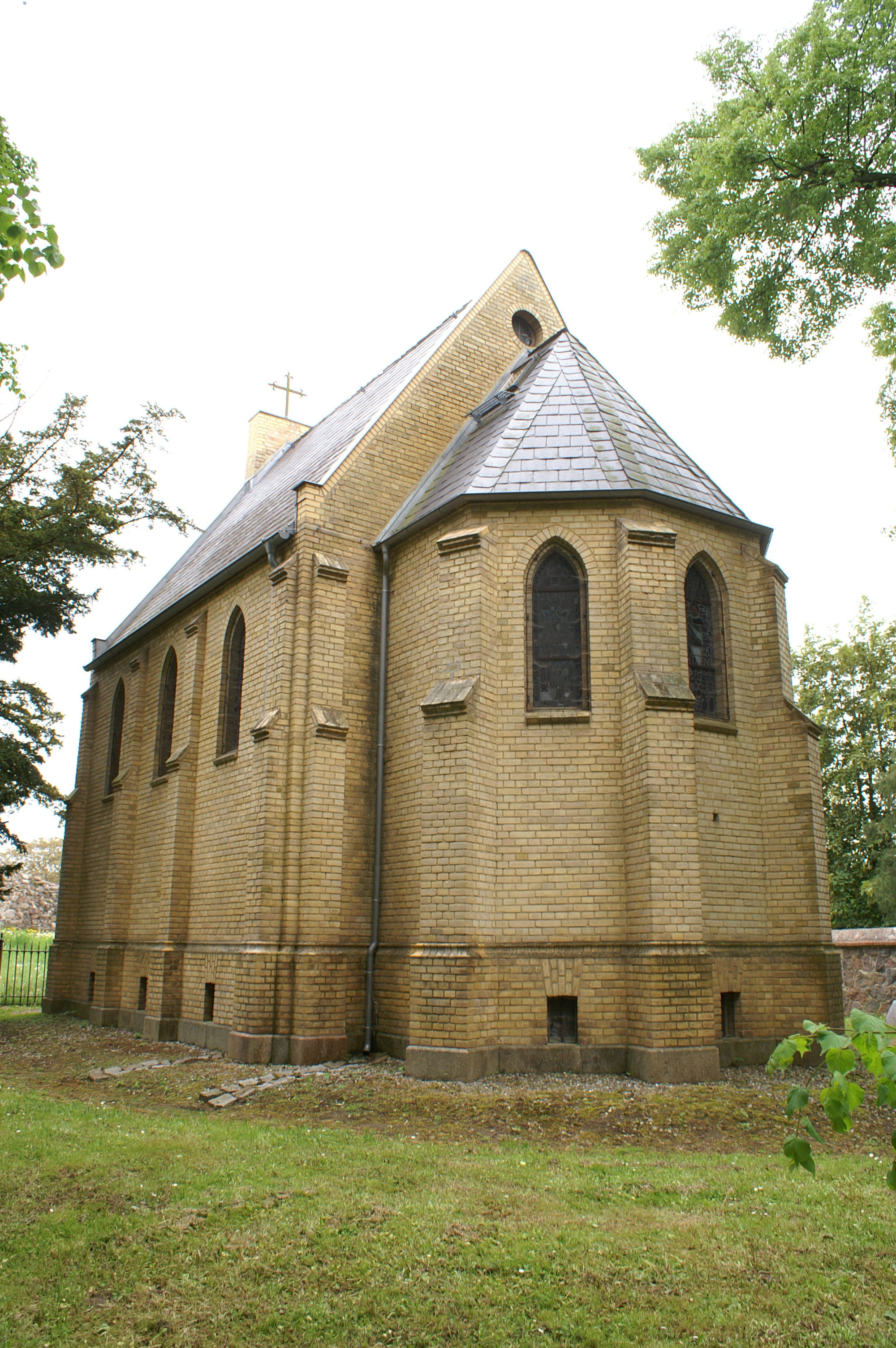
Abside côté est
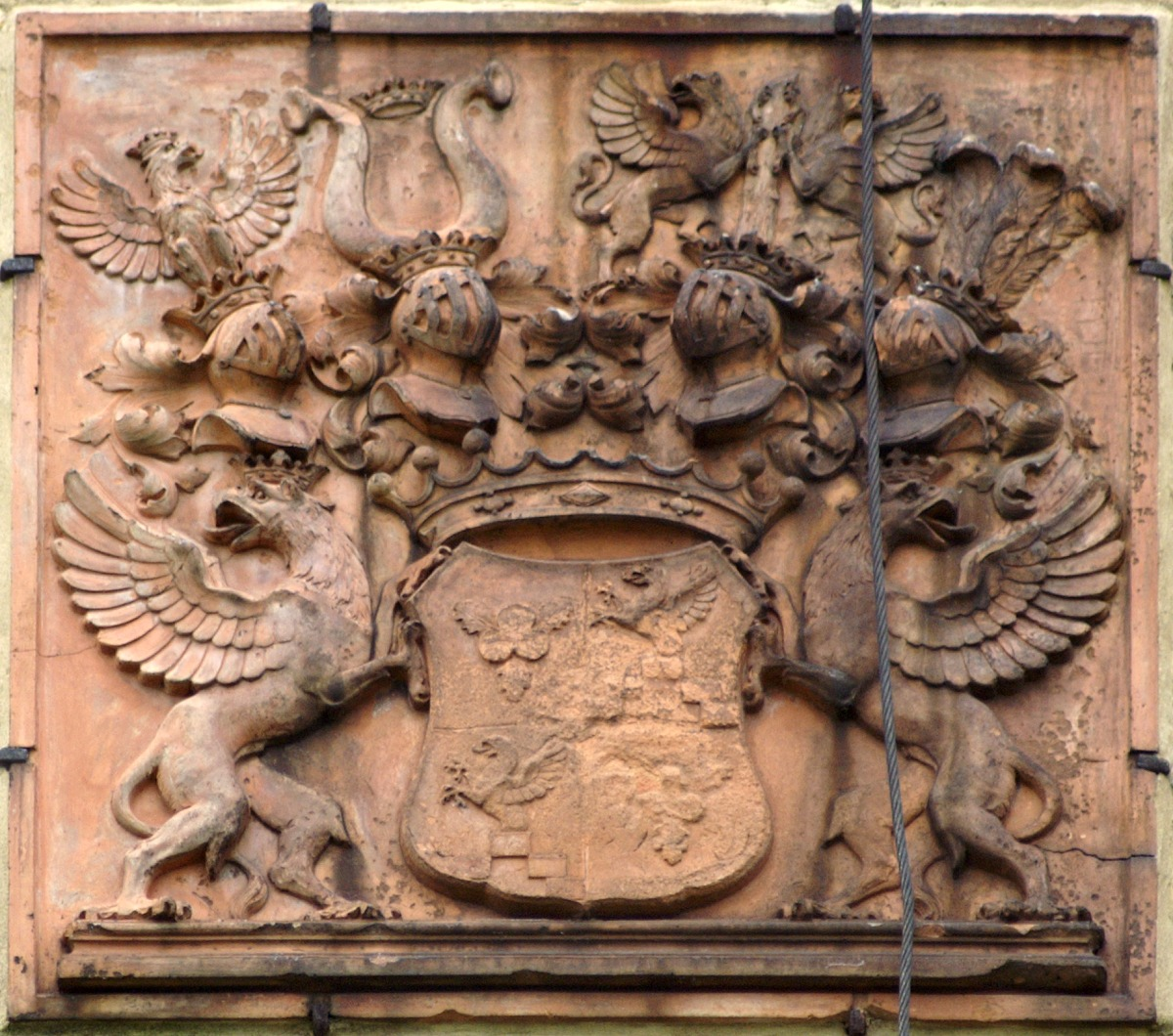
Armoiries des Bismarck-Bohlen
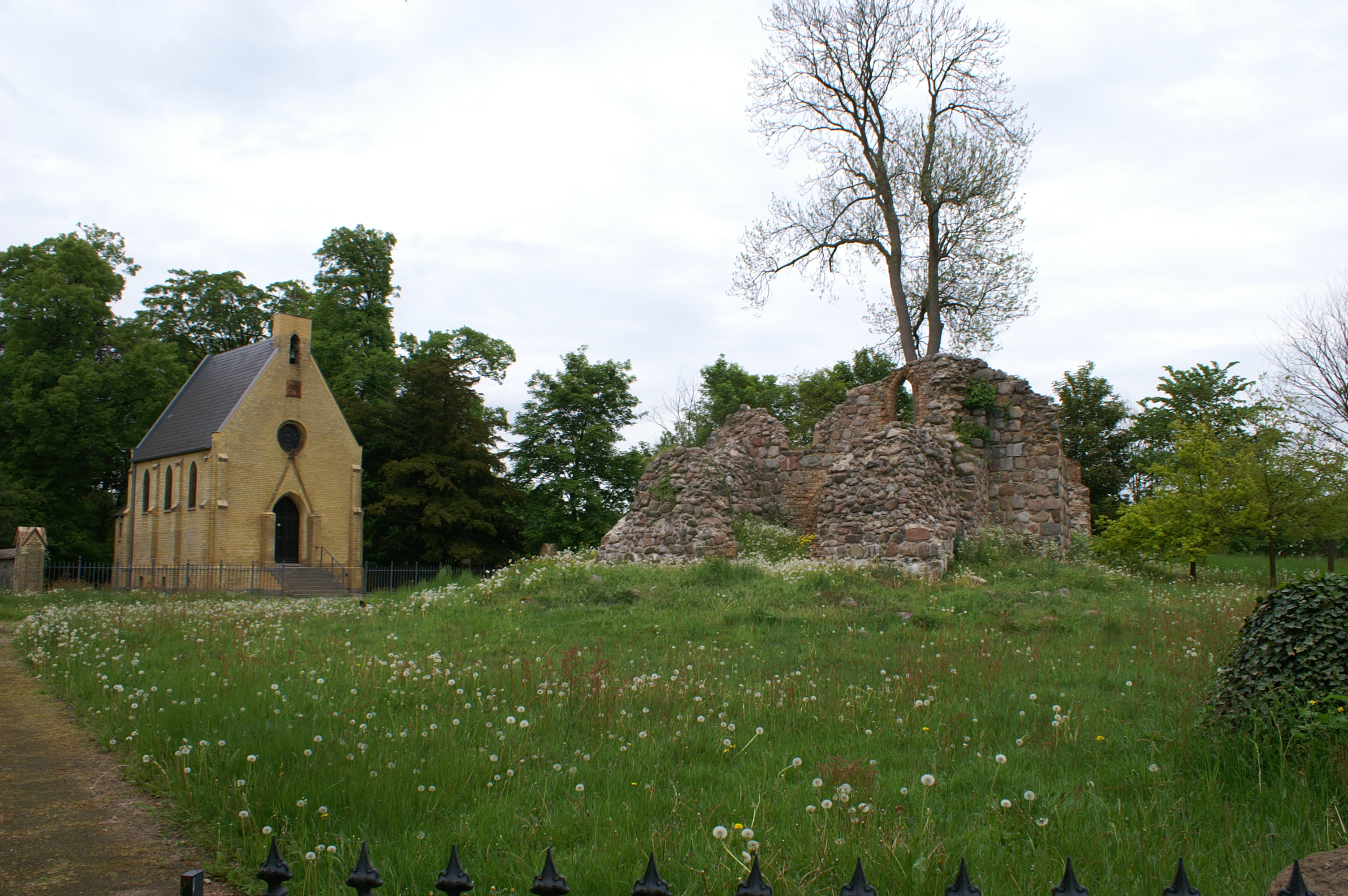
la chapelle à côté des ruines de l'église de Steinfurth (XIVe siècle)

## Source
- (de) Cet article est partiellement ou en totalité issu de l’article de Wikipédia en allemand intitulé « Grabkapelle Steinfurth » (voir la liste des auteurs).